# Armin Bauer
Pour les articles homonymes, voir Bauer.
Armin Bauer, né le 15 juillet 1990 à Bolzano, est un coureur du combiné nordique italien. 

## Biographie
En équipe nationale depuis 2004, il a démarré en Coupe du monde en janvier 2008 puis a pris part aux Jeux olympiques d'hiver de 2010 à Vancouver, où il est notamment 21e au grand tremplin. 
Aux Jeux olympiques de Sotchi, où il est 14e et 23e en individuel. Il venait d'obtenir son meilleur résultat individuel en Coupe du monde à Tchaïkovski avec une huitième place. Il est encore huitième en janvier 2015 à Val di Fiemme. Aux Championnats du monde 2015, il enregistre son meilleur résultat en mondial avec une quatrième place par équipes.
Il prend sa retraite lors de l'été 2018.

## Palmarès

### Jeux olympiques
| Épreuve / Édition | Épreuve / Édition | Vancouver 2010 | Sotchi 2014 |
| Par équipes       | Par équipes       | 10e            | 8e          |
| Gundersen         | PT                | 43e            | 14e         |
| Gundersen         | GT                | 21e            | 23e         |

### Championnats du monde
| Épreuve / Édition | Épreuve / Édition | Liberec 2009                     | Oslo 2011                        | Val di Fiemme 2013               | Falun 2015                       |
| Départ en ligne   | Départ en ligne   |                                  | Épreuve inexistante à cette date | Épreuve inexistante à cette date | Épreuve inexistante à cette date |
| Gundersen         | PT                | 49e                              |                                  | 22e                              | 24e                              |
| Gundersen         | GT                | 41e                              | 38e                              | 34e                              | 36e                              |
| Par équipes       | Par équipes       | 7e                               | Épreuve inexistante à cette date | Épreuve inexistante à cette date | Épreuve inexistante à cette date |
| Par équipes       | PT                | Épreuve inexistante à cette date |                                  | 7e                               | 4e                               |
| Par équipes       | GT                | Épreuve inexistante à cette date | 7e                               | Épreuve inexistante à cette date | Épreuve inexistante à cette date |
| Par équipes       | Sprint            | Épreuve inexistante à cette date | Épreuve inexistante à cette date | 7e                               |                                  |

### Coupe du monde
- Meilleur classement général : 32e en 2014.
- Meilleur résultat individuel : 8e.

#### Différents classements en Coupe du monde
| Année     | Classement général final |
| 2008-2009 | 72e                      |
| 2009-2010 | 61e                      |
| 2010-2011 | 40e                      |
| 2011-2012 | 34e                      |
| 2012-2013 | 50e                      |
| 2013-2014 | 32e                      |
| 2014-2015 | 43e                      |
| 2015-2016 | 43e                      |

### Autres
Il remporte son premier titre de champion d'Italie en 2013.
Il obtient trois podiums en Coupe continentale, dont une victoire en janvier 2014 à Høydalsmo.